# Wallon de Sarton
Wallon de Sarton est un chanoine du chapitre collégial de Picquigny qui participa à la quatrième croisade. 

## Biographie
Après la conquête de Constantinople, il devint chanoine de Saint-Georges-des-Manganes.
Il est célèbre pour avoir ramené de Constantinople à Amiens des reliques, dont un « chef de saint Jean-Baptiste » qui fut déposé dans la cathédrale d'Amiens en 1206. De là naquit et se développa un important pèlerinage à Amiens. 
Pour répondre à l'afflux des fidèles, l'évêque Evrard de Fouilloy décida la reconstruction de la cathédrale Notre-Dame d'Amiens en 1220 après son incendie de 1218. 
Il donna pareillement un « chef de saint Georges » à l'abbaye de Marestmontiers, ainsi qu'un bras et un doigt du même saint respectivement à l'église de Picquigny et à celle de Sarton.

## Pour approfondir

### Liens
- Quatrième croisade
- Siège de Constantinople (1204)
- Richard de Gerberoy